# Manuel Camilo Vial Risopatrón

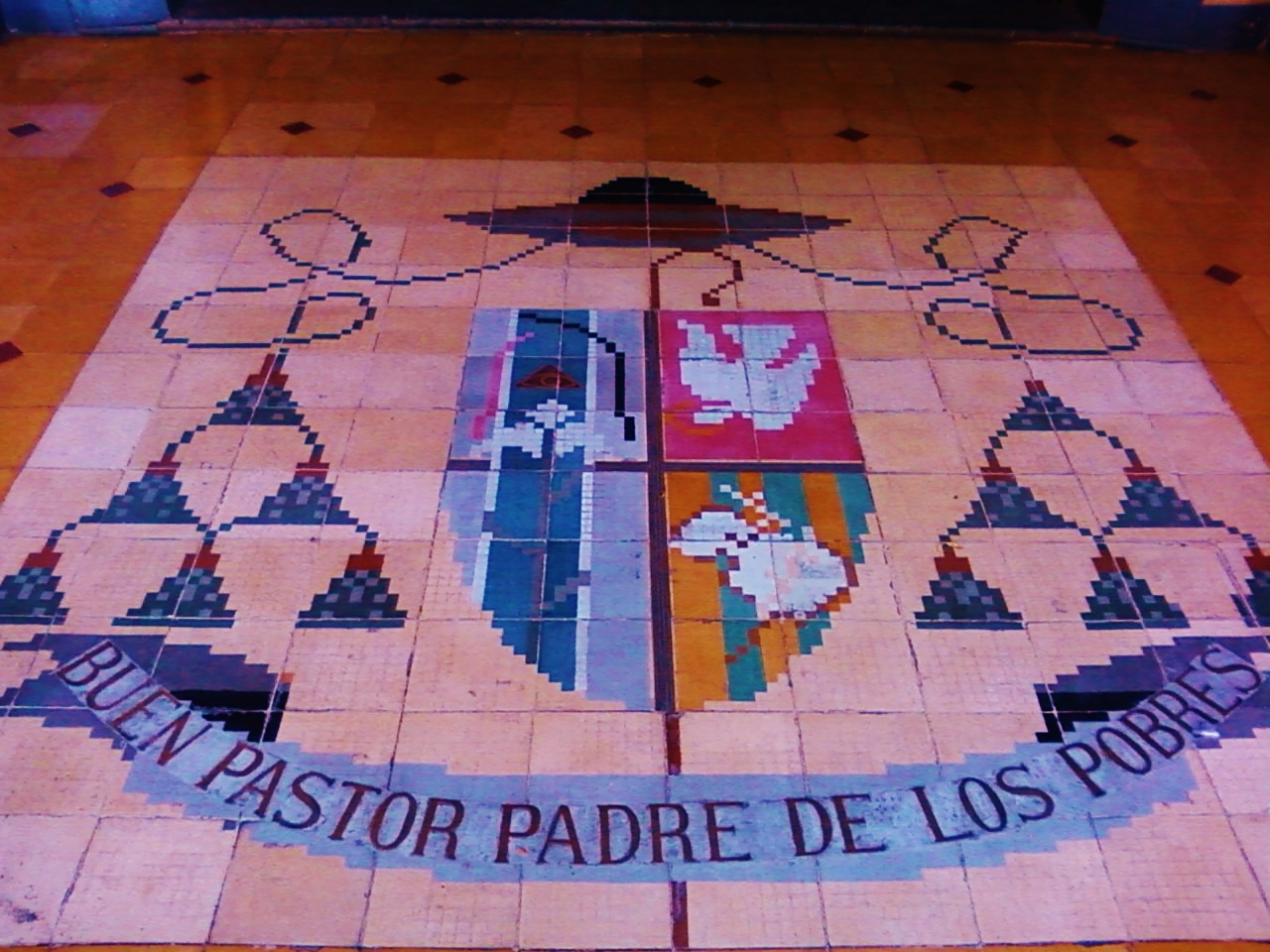
Bischofswappen von Manuel Camilo Vial Risopatrón

Manuel Camilo Vial Risopatrón ISch (* 20. Mai 1935 in Santiago de Chile) ist ein chilenischer Geistlicher und emeritierter römisch-katholischer Bischof von Temuco.

## Leben
Manuel Camilo Vial Risopatrón nahm nach dem Erwerb der Hochschulreife am Colegio de los Sagrados Corazones zunächst ein Jurastudium an der Universidad de Chile auf. Im folgenden Jahr brach er das Studium ab, um in der Schweiz in das Seminar des Pallottinerordens einzutreten. Von 1956 bis 1962 studierte er Philosophie und Theologie an der Universität Freiburg. Der Bischof von Talca, Manuel Larraín Errázuriz, spendete ihm am 16. Juli 1961 in Freiburg im Üechtland die Priesterweihe. Mit dessen Gründung trat er 1965 dem Säkularinstitut der Schönstatt-Patres bei.
Im September 1962 kehrte er nach Chile zurück und war zunächst in der Pfarrseelsorge tätig. Von 1973 bis 1980 leitete er im Erzbistum Concepción die Abteilung für die Sozialen Dienste und von 1978 bis 1980 zusätzlich die Abteilung für die Familienpastoral.
Papst Johannes Paul II. ernannte ihn am 21. März 1980 zum Titularbischof von Pauzera und zum Weihbischof in Santiago de Chile. Die Bischofsweihe spendete ihm der Erzbischof von Santiago de Chile, Raúl Kardinal Silva Henríquez SDB, am 18. Mai desselben Jahres; Mitkonsekratoren waren Bernardino Piñera Carvallo, Bischof von Temuco, und Francisco José Cox Huneeus, Bischof von Chillán. Als Wahlspruch wählte er Buen Pastor, padre de los pobres.
Am 20. Dezember 1983 ernannte ihn Johannes Paul II. zum Bischof von San Felipe. Die Amtseinführung fand am 28. Januar des folgenden Jahres statt. Am 21. September 2001 wurde er zum Bischof von Temuco ernannt und am 4. November desselben Jahres in das Amt eingeführt.
In der Chilenischen Bischofskonferenz gehörte er dem ständigen Ausschuss, der Pastoralkommission und dem Verwaltungsrat an. Außerdem leitete er die Bereiche für das Bildungs- und das Sozialwesen. Bereits seit deren Gründung im Jahr 1982 gehörte er dem Rat der Universidad Católica Silva Henríquez an und war deren Großkanzler.
Papst Franziskus nahm am 14. Mai 2013 sein aus Altersgründen vorgebrachtes Rücktrittsgesuch an.